# 28 листопада
28 листопада — 332-й день року (333-й у високосні роки) у григоріанському календарі. До кінця року залишається 33 дні.

## Свята і пам'ятні дні

### Національні
- Албанія: Національне свято День Прапора (1912)
- Мавританія: Національне свято День Незалежності. (1960)
- Східний Тимор: Національне свято День Незалежності. (1975)
- Україна: День працівника системи фінансового моніторингу. (з 2020)

### Релігійні

#### Християнство
Православні:
- Преподономученика і сповідника Стефана Нового.
- Мученика Іринарха і святих сімох жон.
- Мучеників Стефана, Василія, Григорія, іншого Григорія, Іоана та багатьох інших.

## Події

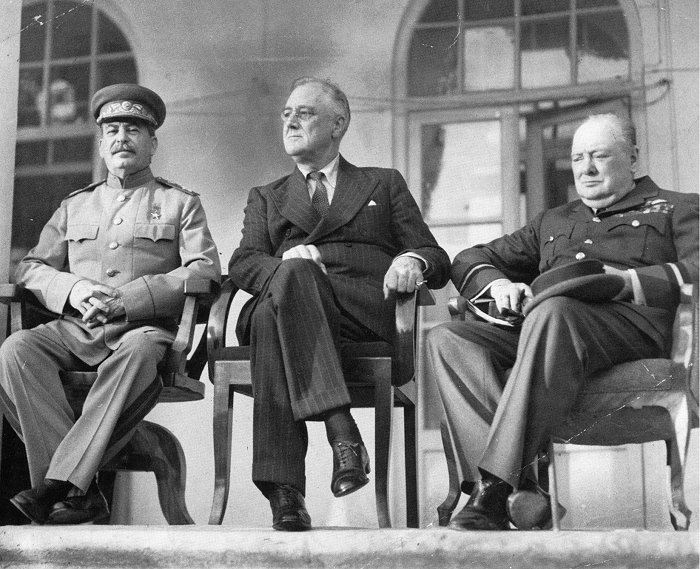
Тегеранська конференція 1943

- 1414 — Арешт богемського реформатора Яна Гуса.
- 1520 — Перший європеєць Фернан Магеллан проплив із Атлантичного океану в Тихий.
- 1561 — Оголошено про саморозпуск Ливонського лицарського ордену, землі якого перейшли до Королівства Польського та Великого князівства Литовського
- 1627 — під час Польсько-шведської війни між ескадрами Речі Посполитої та Швеції відбулася Битва при Оливі, яка закінчилася перемогою Речі Посполитої.
- 1654 — Почалася оборона козацької фортеці Буша (на Поділлі) від військ Речі Посполитої (30 листопада оборонці підірвали себе разом з фортецею; цей епізод описаний М. Старицьким у повісті «Оборона Буші»).
- 1917 — Рада народних комісарів Російської Радянської Республіки направив послам Великої Британії, Французької республіки, США та низці інших країн ноту з пропозицією про оголошення перемир'я на всіх фронтах і початку переговорів про мир. Не отримавши відповіді, більшовики оголосили про підготовку до сепаратних мирних переговорів з Німецькою імперією.
- 1918 — Естонія зазнала військової агресії з боку Російської СФРР, почалась Визвольна війна естонського народу (1918–1920).
- 1921 — Всеукраїнський центральний виконавчий комітет ухвалив постанову про приєднання Української СРР до міжнародної конвенції Червоного Хреста.
- 1928 — у Одеській окрузі створено першу в СРСР машино-тракторну станцію (МТС) ім. Шевченка- Березівський район.
- 1943 — У Тегерані відкрилась перша конференція керівників трьох держав антигітлерівської коаліції — Й.Сталіна (СРСР), Ф. Рузвельта (США) і Вінстона Черчілля (Велика Британія).
- 1970 — італійська ліво-терористична організація «Червоні бригади» провела свою першу операцію — серію вибухів на заводі «Pirelli».
- 1974 — У нью-йоркському концертному залі «Медісон Сквер Гарден» екс-бітл Джон Леннон виступив зі сцени востаннє.
- 1983 — Вперше за історію американських космічних польотів у складі американського екіпажу був іноземний громадянин — західнонімецький фізик Ульф Мербольд (був на борту космічного корабля «Спейс Шаттл-9 Колумбія-6»)
- 1989 — Рада Міністрів СРСР утворила державну комісію з питань кримськотатарського народу
- 1994 — Перша спроба окупаційних федеральних сил Росії штурмувати столицю Чеченської Республіки Ічкерія — місто Грозний під час Першої російсько-чеченської війни.
- 2000 — Початок касетного скандалу в Україні. Олександр Мороз оприлюднив аудіокасети з записами розмов у кабінеті Л. Кучми стосовно вбивства Георгія Гонгадзе
- 2004 — У м. Сєвєродонецьку Луганської області відбувся «Всеукраїнський з'їзд народних депутатів». У ньому взяли участь переважно представники Партії регіонів східних та південних областей України, прем'єр-міністр України В. Янукович та мер Москви Ю. Лужков. «Ідеї, які висловили керівники місцевих органів державної влади, не відповідають ні Конституції, ні українському законодавству» — прокоментував ці події Президент Л. Кучма.
- 2006 — Верховна Рада України, визнала Голодомор актом геноциду проти українського народу.
- 2007 — крокодила Годзіллу, який у травні втік у Маріуполі з пересувного зоопарку і якого протягом півроку марно шукали працівники МНС, спіймали робітники у відстійнику Маріупольської ТЕЦ. 30 листопада Годзілла помер у пожежній частині, де його тримали до прибуття господаря. У місті йому збудовано пам'ятник.
- 2008 — за рішенням Черкаського міськвиконкому демонтовано пам'ятник В. Леніну на центральній площі міста. 2 серпня 2012 Київський апеляційний суд зобов'язав Черкаську міську раду відновити пам'ятник «на попередньому місці та в попередньому стані».
- 2013 — Було створено народний рух Правого Сектору.

## Народились
Дивись також Категорія:Народились 28 листопада
- 1631 — Абрагам Брейгель, фламандський живописець доби бароко, майстер натюрмортів. Син Яна Брейгеля молодшого, онук Яна Брейгеля старшого, праонук Пітера Брейгеля Мужицького.
- 1632 — Жан Батіст Люллі, французький композитор, скрипаль, диригент італійського походження; творець французької національної опери.
- 1757 — Вільям Блейк, англійський поет, художник та гравер.
- 1793 — Альмквіст Карл Йонас Лове, відомий шведський письменник XIX століття.
- 1881 — Стефан Цвейг, австрійський письменник.
- 1887 — Ернст Рем, організатор і керівник СА — штурмових загонів німецької нацистської партії.
- 1890 — Зінаїда Тулуб, українська письменниця і перекладачка.
- 1894 — Генрі Гацліт, американський економіст, журналіст, письменник.
- 1908 — Клод Леві-Строс, французький антрополог, етнограф, соціолог і культуролог.
- 1944 — Ріта Мей Браун, американська письменниця, сценаристка та активістка.
- 1950 — Миколай Кузьміч, білоруський художник, золотар, заслужений діяч мистецтв Республіки Білорусь.
- 1957 — Сергій Проскурня, український режисер.
- 1984 — Марк-Андре Флері, канадський хокеїст.
- 1990 — Ілья Ахметгарєєв, службовець ДСНС України, учасник російсько-української війни, Герой України.
- 1999 — Овен Вейндал, нідерландський футболіст.

## Померли

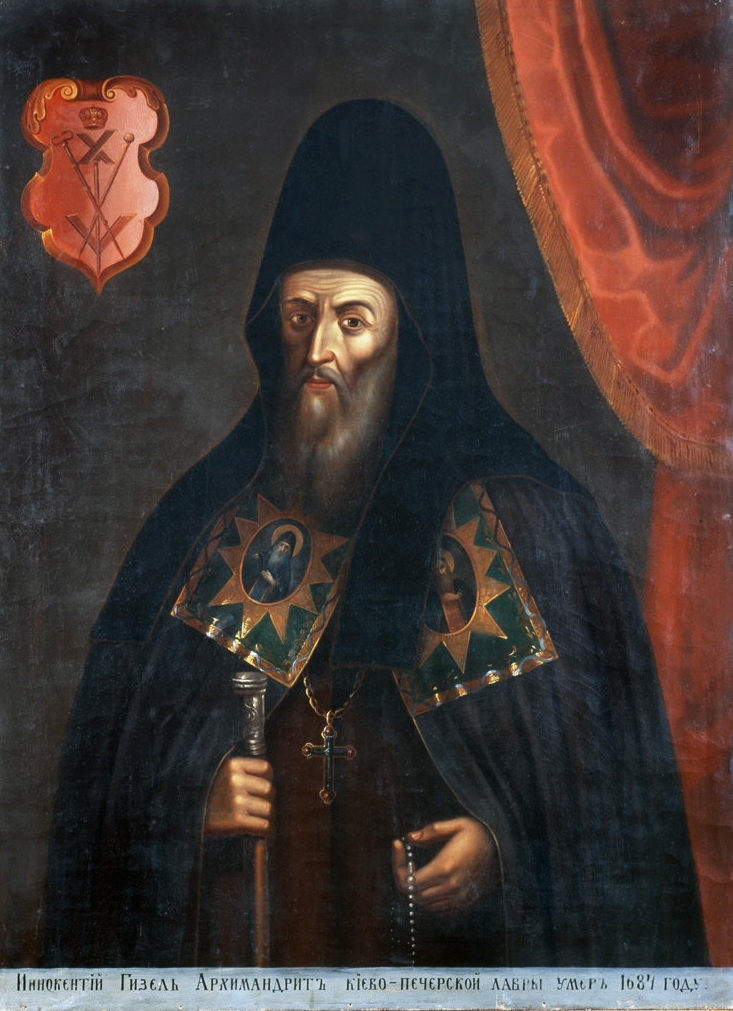
Інокентій Ґізель

Алла Горська

Дивись також Категорія:Померли 28 листопада
- 1683 — Інокентій Ґізель, архімандрит, український церковний діяч, письменник, ректор Києво-Могилянської колегії.
- 1870 — Жан Фредерік Базиль, французький художник, один із засновників імпресіонізму у живописі.
- 1954 — Енріко Фермі, американський фізик італійського походження, лавреат Нобелівської премії (1938); перший, кому вдалось здійснити ланцюгову ядерну реакцію в ядерному реакторі (1942), один із творців першої атомної бомби (1945).
- 1970 — Алла Горська, українська художниця і громадська діячка.
- 1976 — Розалінд Расселл, американська акторка, володарка п'яти премій «Золотий глобус»
- 1998 — Богдан Гнатюк, один з творців американської ракетної техніки.
- 2000 — Микола Бідняк, український живописець, графік, іконописець.
- 2008 — Петро Хмарук, політичний і громадський діяч, організатор антисовєтського руху опору в УРСР.
- 2010 — Леслі Нільсен, відомий американський комедійний актор.